# Отель Монте-Виста
Отель Монте-Виста (англ. The Hotel Monte Vista) ― исторический отель, расположенный рядом с автомобильной трассой USS 66 в городе Флагстафф, штат Аризона. Находится по адресу: улица Сан-Франциско-стрит, 100. Является крупной достопримечательностью исторического центра города. Насчитывает 73 номера и апартамента, расположенных на трёх этажах.

## История и описание
В 1920-е годы Флагстафф переживал время бума населения, большими темпами развивался и туризм ― вследствие чего и возникла необходимость в размещении посетителей города. Отель был построен в 1927 году по инициативе В. М. Слифера, местного астронома, который тремя годами ранее организовал компанию по займу денег у местных жителей и выпуску муниципальных бондов.
Получил свою известность как место, где останавливались на ночлег многие деятели культуры XX века. Среди них ― Джон Уэйн, Спенсер Трэйси, Хамфри Богарт, Кларк Гейбл, Энтони Хопкинс, Эстер Уильямс и Барбара Стэнвик.
Отель также пользуется славой места обитания привидений, в первую очередь ― «Призрачного коридорного» ― мальчика, который стучит в двери гостей посреди ночи и разговаривает с ними.
В отеле Монте-Виста был снят ряд сцен американской романтической драмы 1942 года «Касабланка».
Monte Vista Lounge, или «Monte V» ― популярный бар и развлекательная площадка при отеле.